# Győző Lajos
Győző Lajos (Pest, 1871. szeptember 22. – Budapest, 1945. február 8.) színész.

## Életútja
Győző (Kohn) Jakab (1842–1878) kereskedő és Kürschner Karolin fia. 1889-ben beiratkozott a Színművészeti Akadémiára, ahol négy évvel később színészi oklevelet szerzett.
Előbb vidéken működött, Pesti Ihász Lajosnál kezdte a pályát. 1895. május 15-én mint szerződött tag fellépett a Népszínházban, A fala rossza Feledi Gáspár szerepében. 1897-ben a Színházi Lapok munkatársa lett és a Magyar Színházhoz szerződött. 1898-ban a Vígszínház tagja lett, ahol egyfolytában 29 évet töltött és mint epizodista mindenkor becsült tagja volt az együttesnek. 
1907. április 14-én Budapesten, a Terézvárosban házasságot kötött Waldmann Margittal. 1919. május 17-én feleségével kikeresztelkedtek a római katolikus vallásra.
1926-ban vonult nyugdíjba. Tanított egy ideig a Solymossy-féle színésziskolában is. Munkatársa volt a Magyar színművészeti lexikonnak. Halálát érelmeszesedés okozta.

## Fontosabb szerepei
- Feledi Gáspár (Tóth E.: A falu rossza)
- Geckó cigány (Potter: Trilby)

## Drámái
- Trónvesztett (1896)
- Megtört szívek (1897)
- A múlt (1899)